# Civières
Civières is een plaats en voormalige gemeente in het Franse departement Eure in de regio Normandië en telt 227 inwoners (1999). De plaats maakt deel uit van het arrondissement Les Andelys.

## Geschiedenis
Civières was onderdeel van het kanton Écos totdat dit op 22 maart 2015 werd opgeheven en de gemeente werd opgenomen in het kanton Les Andelys.
Op 1 januari 2016 werd de gemeente opgeheven toen Civières met 13 andere gemeenten opging in de commune nouvelle Vexin-sur-Epte.

## Geografie
De oppervlakte van Civières bedraagt 7,8 km², de bevolkingsdichtheid is 29,1 inwoners per km².
De onderstaande kaart toont de ligging van Civières met de belangrijkste infrastructuur en aangrenzende gemeenten.

## Demografie
Onderstaande figuur toont het verloop van het inwonertal.

Berthenonville · Bus-Saint-Rémy · Cahaignes · Cantiers · Civières · Dampsmesnil · Écos · Fontenay-en-Vexin · Forêt-la-Folie · Fourges · Fours-en-Vexin · Guitry · Panilleuse · Tourny